# Municipio de Kiskiminetas
El municipio de Kiskiminetas (en inglés: Kiskiminetas Township) es un municipio ubicado en el condado de Armstrong en el estado estadounidense de Pensilvania. En el año 2000 tenía una población de 4.950 habitantes y una densidad poblacional de 46.9 personas por km².

## Geografía
El municipio de Kiskiminetas se encuentra ubicado en las coordenadas 40°37′00″N 79°27′29″O / 40.61667, -79.45806.

## Demografía
Según la Oficina del Censo en 2000 los ingresos medios por hogar en la localidad eran de $38,487 y los ingresos medios por familia eran $44,000. Los hombres tenían unos ingresos medios de $35,136 frente a los $23,529 para las mujeres. La renta per cápita para la localidad era de $16,291. Alrededor del 14,9% de la población estaban por debajo del umbral de pobreza.